# 香音-KANON-
『香音-KANON-』（かのん）は、桐谷健太の1枚目のアルバム。2016年9月28日に、ユニバーサルミュージックから発売された。

## 概要
桐谷健太名義の初のCD作品。
浦島太郎（桐谷健太）名義の「海の声」、河野勇作（桐谷健太）×THE イナズマ戦隊名義の「喜びの歌」、新曲を含む全6曲が収録されている。

### 音楽性
1曲目「香音-KANON-」は初めて自身で作詞を手掛け、作曲は桐谷の高校時代の同級生であるサウンドクリエイターのPolar Mが手掛けた。
3曲目「何か」は、作詞が桐谷の所属事務所のマネージャー・もゆる、作曲は所属レコード会社のユニバーサルミュージックの新留隼人、音楽プロデュースは「カラスは真っ白」のシミズコウヘイが手掛けた。

### キャンペーン
リリース日の9月28日には二子玉川 蔦屋家電にてリリース記念プレミアムトークショーを開催。同日、LINE LIVEでトーク＆ミニライブ番組『桐谷健太「香音-KANON-」リリース記念スペシャルLIVE』が生配信された。

### リリース、アートワーク
2017年1月25日には高音質（UHQCD+Blu-ray）化された完全生産限定Special Editionをリリース。
初回限定盤（CD+DVD）とSpecial Edition（UHQCD+Blu-ray）には「香音-KANON-」「海の声」のミュージック・ビデオを収録した映像ディスクが同梱されている。
初回限定盤（CD+DVD）のみロサンゼルスで撮り下ろした28Pフォトブック付。

## 収録曲

### CD
1. 香音-KANON- (3:57)
作詞:桐谷健太 / 作曲・編曲:Marihiko Hara & Polar M
  - アルバムリードトラック。
2. 海の声 (3:46)
作詞:篠原誠 / 作曲:島袋優（BEGIN） / 編曲:山下宏明
KDDI au三太郎シリーズ『auガラホ「海の声」篇』CMソング。
3. 何か (5:19)
作詞:もゆる / 作曲:新留隼人 / 編曲:シミズコウヘイ（カラスは真っ白）
4. 君の旅路に桜が笑う (3:55)
作詞:上中丈弥 / 作曲・編曲:THE イナズマ戦隊
関西テレビ『Y・O・U やまびこ音楽同好会』挿入歌。
5. 喜びの歌 (3:55)
作詞:上中丈弥 / 作曲・編曲:THE イナズマ戦隊
関西テレビ『Y・O・U やまびこ音楽同好会』主題歌。
6. 海の声 (Instrumental) (3:45)
作曲:島袋優（BEGIN） / 編曲:山下宏明

### DVD / Blu-ray
初回限定盤DVD / Special Edition Blu-ray
1. 香音-KANON- (Music Video)
監督:松本剛（GROUNDRIDDIM）
2. 海の声 (Music Video)
監督:浜崎慎治
出演:松田翔太・桐谷健太・濱田岳・有村架純